# August Sonntag
August Sonntag (* 22. August 1832 in Altona; † im Dezember 1860 in Sarfalik, Grönland) war ein deutsch-amerikanischer Astronom und Polarforscher.

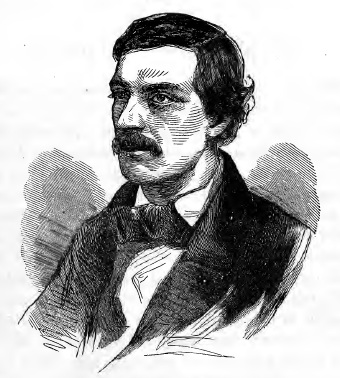
August Sonntag

## Leben
Sonntag war der Sohn eines Schneidermeisters in Altona. Schon früh zeigte sich seine Begabung auf dem Gebiet der Mathematik. Schon mit 16 Jahren war er Assistent Heinrich Christian Schumachers an der Altonaer Sternwarte. Auch nach Schumachers Tod im Jahr 1850 blieb Sonntag unter dessen Nachfolger Adolph Cornelius Petersen am Observatorium tätig.
Im Winter 1852/53 ging August Sonntag überraschend nach New York. Er schloss sich der 2. Grinnell-Expedition unter Leitung von Elisha Kent Kane an, die sich auf die Suche nach der verschollenen Franklin-Expedition begab. Sonntags vorrangige Aufgabe bestand darin, meteorologische und erdmagnetische Messungen vorzunehmen und damit an die Arbeiten Carl Ludwig Gieseckes anzuknüpfen. Am 30. Mai 1853 verließ die Expedition an Bord der Advance New York. Die Fahrt führte durch die Baffin Bay und den Smithsund in das noch unbekannte Kane-Becken, wo das Schiff im Eis einfror. Von hier aus unternahmen die Männer ausgedehnte Fahrten mit dem Hundeschlitten und erforschten die ihnen erreichbaren Teile Grönlands und der Ellesmere-Insel. Nach der zweiten Überwinterung musste das Schiff 1855 aufgegeben werden. Gemeinsam mit dem Rest der Mannschaft erreichte Sonntag nach einem Rückweg voller Strapazen im August das 1000 km entfernte Upernavik.

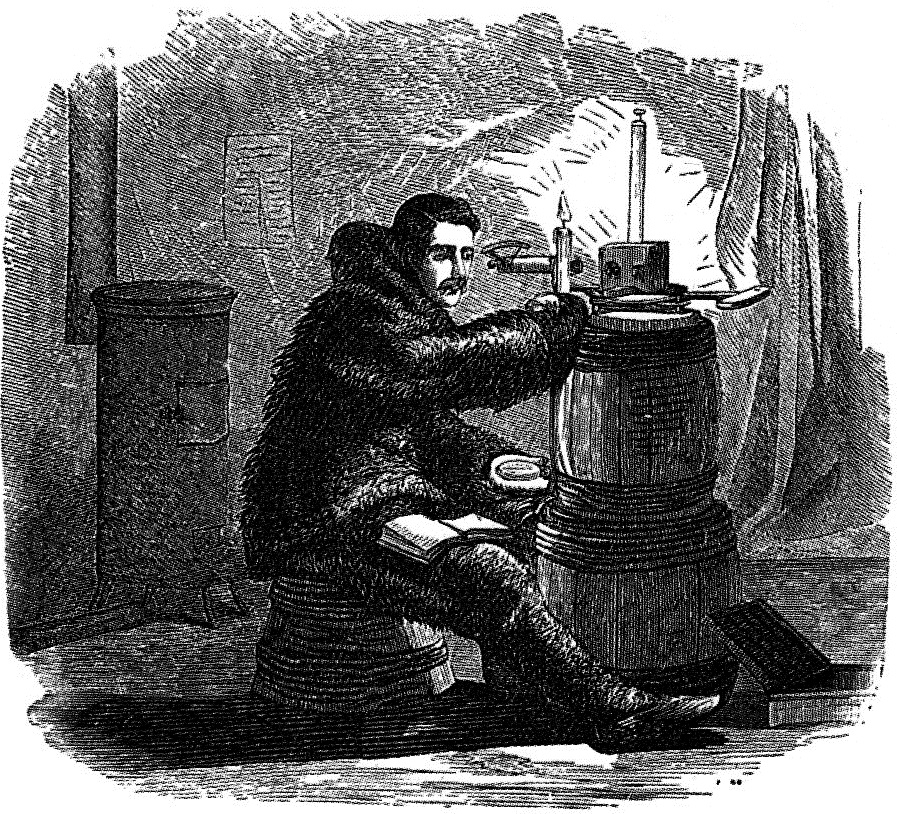
Sonntag im Observatorium der 2. Grinnell-Expedition

Durch Kanes Vermittlung wurde Sonntag 1856 Privatsekretär des Forschungsreisenden Johann Wilhelm von Müller und begleitete diesen nach Mexiko, um erdmagnetische Messungen vorzunehmen. Dabei bestieg er auch den 5.462 m hohen Vulkan Popocatépetl. Während Sonntags Abwesenheit erschien in Philadelphia unter seinem Namen das Buch Professor Sonntag’s Thrilling Narrative of Grinnell Exploring Expedition in the Years 1853, 1854, and 1855, in Search of Sir John Franklin, under the Command of Dr. E. K. Kane, U.S.N., das den Protest der anderen  Expeditionsteilnehmer hervorrief. Sonntag selbst distanzierte sich von dem Werk. Er hatte dem Verleger Charles C. Rhodes lediglich einen kurzen Reisebericht zukommen lassen.
1859 holte Franz Brünnow Sonntag an das Dudley-Observatorium in Schenectady, New York. Dieser gab seinen Posten als stellvertretender Direktor dieser Sternwarte bereits 1860 wieder auf, um stattdessen Isaac Israel Hayes auf dessen Polarexpedition zu begleiten. Sonntag war diesmal stellvertretender Expeditionsleiter. Die Männer gerieten bald in Schwierigkeiten, als das Schiff auf der Fahrt durch das Eis beschädigt wurde und schließlich in Port Foulkes im Smithsund einfror. Zudem starben die meisten der Schlittenhunde an einer Seuche. Sonntag machte sich im Dezember 1860 mit Hans Hendrik, einem Inuk, der bereits Kane als ortskundiger Führer und Dolmetscher gute Dienste geleistet hatte, auf den Weg zur nächstgelegenen Inuit-Siedlung, um neue Hunde zu besorgen. Unterwegs brach er durch eine dünne Stelle im Meereis. Er erfror in der darauffolgenden Nacht in der verlassenen Inuit-Siedlung Sarfalik am Kap Alexander.